# توماس مارس
توماس مارس (به انگلیسی: Thomas Mars) (زادهٔ ۲۱ نوامبر ۱۹۷۶) خوانندهٔ فرانسوی است.
او همسر سوفیا کوپولا است.